# سن-اوبر، کبک
سن-اوبر (به فرانسوی: Saint-Aubert) شهری در منطقه شهری لیزله ناحیه شودییر-آپالاش در استان کبک کانادا است. در سرشماری سال ۲۰۱۱ این شهر ۱٬۳۷۰ نفر جمعیت داشته‌است و مساحت آن ۹۷٫۱۵ کیلومتر مربع است.